# Кулеш, Виктор Иванович
Виктор Иванович Кулеш (1 января 1941, Чита, РСФСР, СССР — 27 октября 2023, Чита, Россия) — советский и российский архитектор, член Союза архитекторов СССР, член Союза архитекторов России. Заслуженный архитектор Российской Федерации, заслуженный работник архитектуры и градостроительства Читинской области.

## Биография
Родился 1 января 1941 года в Чите.
В 1966 году Кулеш окончил архитектурный факультет Новосибирского инженерно-строительного института и в этом же 1966-м году по 1971 год работал архитектором, так же главным архитектором проектной мастерской в проектном институте «Бурятгражданпроект», который находился в городе Улан-Удэ Бурятии.
С 1971 года стал работать начальником мастерской, главным архитектором проектного института «Читагражданпроект», а затем управляющим проектами ЗАОр «НП Читагражданпроект».
С 1994 года получает лицензию на самостоятельную архитектурную деятельность на территории Забайкалья.
Скончался 27 октября 2023 года в Чите.

## Работы
- По его проектам построены здания Музейно-выставочного центра Забайкальского края.
- Забайкальский театра кукол.
- Забайкальская краевая филармония.
- Различные административные здания и жилые многоэтажные здания.
- Автор-архитектор модернизации серии крупнопанельных жилых домов, соавтор планировки нескольких микрорайонов в городе Чите.
- Автор Казанского кафедрального собора, храма Св. Луки в Чите и других церквей в Забайкальском крае.
- Автор нескольких Поклонных крестов.
- Им выполнены проекты реставрации церквей в с. Курлыч, с. Танга, с. Калинино Забайкальского края.
- Автор часовни во имя Пророка Илии на Старо-Читинском кладбище.
- Автор реконструкции мемориального комплекса «Боевой и трудовой славы забайкальцев в годы Великой Отечественной войны».
- Реконструкция площади им. В. И. Ленина в г. Чите.
- Проводил работу над памятниками В. И. Ленина (Улан-Удэ), В. И. Ленину (Новая Каховка), В. Борсоеву (п. Усть-Орда), В. Серову в (Улан-Удэ), памятник на мемориале героям Халкин-Гола (г. Чита) памятника Св. Александру Невскому (Чита).
- Как художник-постановщик, Кулеш В. И. оформил несколько спектаклей Читинского драматического театра.
- Автор иллюстраций и оформления нескольких книг.
- Соавтор герба и флага Читинской области, ставших символами Забайкальского края.

## Звания и награды
- Заслуженный архитектор Российской Федерации.
- Член Союза архитекторов СССР.
- Член Союза архитекторов России.
- Заслуженный работник архитектуры и градостроительства Читинской области.
- Медаль Союза архитекторов России «За преданность содружеству зодчих».
- Медаль Сергия Радонежского I степени.
- Награждён «Патриаршим знаком храмостроителя».

## Издательства
- Энциклопедия Забайкалья/Кулеш В. И.
- Иван Павлович Осадчий. Драматические страницы истории: Время выбрало нас. — ИТРК, 2003. — 488 с. — ISBN 978-5-93384-036-7.